# Tiller Futsal
Il Tiller Futsal è stata una squadra norvegese di calcio a 5, con sede a Tiller, facente parte della polisportiva Tiller Idrettslag. Nella stagione 2017-2018 milita in 2. divisjon

## Stagione
Il Tiller ha partecipato alla Futsal Eliteserie 2011-2012. Ha giocato la prima partita in questa lega in data 3 dicembre 2011, vincendo per 5-6 contro l'Holmlia Futsal. La squadra ha chiuso quella stagione all'8º posto finale. La squadra ha militato nella massima divisione sino al termine del campionato 2015-2016.